# Апостольский нунций в Мьянме
Апостольский нунций в Республике Союзе Мьянма — дипломатический представитель Святого Престола в Мьянме. Данный дипломатический пост занимает церковно-дипломатический представитель Ватикана в ранге посла. Апостольская нунциатура в Мьянме была учреждена на постоянной основе 4 мая 2017 года.
В настоящее время Апостольским нунцием в Мьянме является архиепископ, назначенный Папой Львом XIV.

## История
В 1990 году была учреждена Апостольская делегатура в Мьянме, Папой Иоанном Павлом II, отделившись от Апостольской нунциатуры в Таиланде.
До 2017 года между Святым Престолом и Бирмой не было дипломатических отношений, и Папа был представлен при местном епископате своим апостольским делегатом. 4 мая 2017 года, «Святой Престол и Республика Союз Мьянма, желая содействовать узам взаимной дружбы, решили по взаимному согласию установить дипломатические отношения на уровне Апостольской нунциатуры со стороны Святого Престола и Посольства со стороны Республики Союза Мьянма».
Однако апостольский нунций не имеет официальной резиденции в Мьянме, в ее крупнейшем городе Янгоне и является апостольским нунцием по совместительству, эпизодически навещая страну. Резиденцией апостольского нунция в Мьянме является Бангкок — столица Таиланда.

## Апостольские нунции в Мьянме

### Апостольские делегаты
- Альберто Трикарио — (22 декабря 1990 — 26 июля 1993 — назначен официалом Государственного секретариата Ватикана);
- Луиджи Брессан — (26 июля 1993 — 25 марта 1999 — назначен архиепископом Тренто);
- Адриано Бернардини — (24 июля 1999 — 26 апреля 2003 — назначен апостольским нунцием в Аргентине);
- Сальваторе Пеннаккьо — (20 сентября 2003 — 8 мая 2010 — назначен апостольским нунцием в Индии);
- Джованни Д’Аньелло — (22 сентября 2010 — 10 февраля 2012 — назначен апостольским нунцием в Бразилии);
- Павел Чанг Ин-нам — (4 августа 2012 — 4 мая 2017 — назначен апостольским нунцием).

## Апостольские нунции
- Павел Чанг Ин-нам — (12 августа 2017 — 16 июля 2022 — назначен апостольским нунцием в Нидерландах).